# La Mine d'or de Donald
Série Donald Duck
Pour plus de détails, voir Fiche technique et Distribution.
La Mine d'or de Donald (Donald's Gold Mine) est un dessin animé de la série des Donald Duck produit par Walt Disney pour RKO Radio Pictures sorti le 24 juillet 1942.

## Synopsis
Donald est en train de creuser dans sa mine d'or, scrutant avec beaucoup d'attention les roches noirs, tout en étant très maladroit...

## Fiche technique
- Titre original : Donald's Gold Mine
- Titre français : La mine d'or de Donald
- Réalisateur : Dick Lundy
- Animateur: Bob Carlson
- Série : Donald Duck
- Voix : Clarence Nash (Donald)
- Producteur : Walt Disney
- Société de production : Walt Disney Productions
- Distributeur : RKO Radio Pictures
- Date de sortie : 24 juillet 1942
- Format d'image : couleur (Technicolor)
- Son : Mono (RCA Photophone)
- Durée : 8 min
- Langue : (en)
- Pays :  États-Unis

## Voix françaises
- Sylvain Caruso : Donald Duck

## Titre en différentes langues
D'après IMDb :
- - Argentine : La Mina de oro de Donald
  - Suède : Kalle Ankas guldgruva